# 프레드릭 렌
프레드릭 레인(Fredric Lehne, 영어 발음: /ˈleɪn/, 1959년 2월 3일 ~ )은 미국의 배우이다.

## 작품 목록

### 영화 출연
- 드림 러버 (1993)
- 포트리스 2 (2000, Fortress 2: Re-Entry)
- 위대한 쇼맨 (2017) - 핼럿 역

### 영화 연출
- Margaret and Gary (2018) - 단편

### 텔레비전 출연
- 수퍼내추럴 (2006-10) - 아자젤 역